# Erich Magnus von Wolffradt
Erich Magnus von Wolffradt (* 1735; † 17. August 1799) war ein preußischer General der Kavallerie.

## Leben
Erich Magnus war Angehöriger des Adelsgeschlechts von Wolffradt, Haus Lüssow. Als Sohn des schwedischen Kavalleriegenerals Carl Gustav von Wolffradt und der Adelheid Tugendreich von Arnim trat er in preußische Militärdienste. Unter Hans Joachim von Zieten nahm er mit dessen Husarenregiment Nr. 3 am Siebenjährigen Krieg teil. Von 1783 bis 1791 war er Kommandeur des Regiments. Anschließend wurde er am 29. Dezember 1791 mit der Beförderung zum Oberst Chef des Husarenregiments Nr. 6. Im Jahr 1798 wurde er zum Generalleutnant befördert.
Er wurde im Siebenjährigen Krieg als Sekondeleutnant mit dem Orden Pour le Mérite (3. April 1761)  No. 587 und in der Rhein-Kampagne mit dem Roten Adlerorden ausgezeichnet.
Erich Magnus von Wolffradt war nicht verheiratet. Mit Johanna Schütz hatte er den unehelichen Sohn Johann Friedrich Wilhelm Wolffradt (1782–??), der, später legitimiert, erst als 18-Jähriger am 25. November 1800 in Wien in den Reichsadelsstand erhoben wurde.